# Joe's Corsage
Joe's Corsage è un album discografico del musicista Frank Zappa, pubblicato postumo nel 2004 e contenente materiale registrato tra il 1964 e il 1965 col gruppo The Mothers of Invention.

## Tracce
Tutte le tracce sono di Frank Zappa, tranne dove indicato.
1. Pretty Pat – 0:33
2. Motherly Love – 2:21
3. Plastic People (Richard Berry, Zappa) – 3:05
4. Anyway the Wind Blows – 2:55
5. I Ain't Got No Heart – 3:50
6. The Phone Call/My Babe (Bobby Hatfield, Bill Medley) – 4:06
7. Wedding Dress Song/Handsome Cabin Boy (Trad.) – 1:02
8. Hitch Hike (William "Mickey" Stevenson, Clarence Paul, Marvin Gaye) – 2:54
9. I'm So Happy I Could Cry – 2:43
10. Go Cry on Somebody Else's Shoulder (Zappa, Ray Collins) – 3:29
11. How Could I Be Such a Fool? – 3:00
12. We Made Our Reputation Doing It That Way... – 5:34

## Formazione
- Frank Zappa - voce, chitarra
- Ray Collins - voce, tamburello, armonica
- Henry Vestine - chitarra
- Roy Estrada - basso
- Jimmy Carl Black - batteria